# حور سيشواني
حور سيشواني (الاسم العلمي:Populus szechuanica) هو نوع من النباتات يتبع جنس الحور من الفصيلة الصفصافية.